# Alain Rémond
Alain Rémond es un célebre periodista y cronista humorístico francés, nacido en 1946 en Mortain (Manche).

## Vida
Después de realizar estudios de filosofía, se hace crítico de cine y luego trabaja para la revista « Télérama » en 1973, donde crea la famosa y hilarante rúbrica « Mon œil » (Significa « Mi ojo ») y se convierte en redactor hasta 2003, cuando deja el semanario. Ahora escribe en el católico « La Croix »(La Cruz) y en el centrista « Marianne » (pero Alain Rémond ha dicho que apoyaba a Ségolène Royal en las elecciones presidenciales francesas de 2007). Ha escrito también varios libros, a propósito de sus ídolos (Yves Montand, Bob Dylan) y sobre su infancia.